# Euston Station (London Underground)
Denne artikel omhandler London Underground-stationen. For fjerntogsstationen, se Euston Station. For den nærliggende Underground-station på Circle, Hammersmith & City og Metropolitan lines, se Euston Square Station.
Euston Station er en London Underground-station, der betjenes af Victoria line og begge afgreninger af Northern line. Den er direkte forbundet med Euston fjerntogsstation, der ligger ovenover. Stationen er i takstzone 1.
På Bank-grenen af Northern line er stationen mellem Camden Town og King's Cross St. Pancras. På Charing Cross-grenen er den mellem Mornington Crescent og Warren Street. På Victoria line er den mellem Warren Street og King's Cross St. Pancras.

## Historie
Den 12. maj 1907 åbnede City and South London Railway (C&SLR, nu Bank-grenen af Northern line) en station på Euston, som endestation for en forlængelse fra Angel. Den underjordiske station blev anlagt som en C&SLR-typestation med en enkelt ø-perron med spor på hver side i en stor tunnel. Stationsbygningen var beliggende på Eversholt Street øst for London and North Western Railways fjerntogsstation og havde forbindelse til perronerne med elevatore og trapper i perronens vestlige ende.

### Charing Cross, Euston and Hampstead Railway
Den 22. juni 1907 åbnede Charing Cross, Euston and Hampstead Railway (CCE&HR, nu Charing Cross-grenen af Northern line) mellem Charing Cross, Highgate og Golders Green.
De oprindelige planer for ruten var at den skulle køre udenom Euston i en mere direkte linjeføring til Camden Town. Spørgmålet om logikken i at køre udenom en travl jernbanestation og de mange potentielle kunder blev dog hurtigt stillet, og ruten blev revideret så fjerntogsstationen også blev betjent. Stationsbygningen blev anlagt vest for fjerntogsstationen med den karakteristiske røde glaserede terracottafacade for stationerne Leslie Green designede for CCE&HR.

### Anlæg af skiftemulighed
Selvom de var bygget og oprindeligt drevet, som to separate stationer af de to selskaber, var C&SLR- og CCE&HR-perronerne så tilstrækkeligt tætte at en dybtliggende skiftemulighed blev anlagt mellem perronerne kort efter åbningen. En transfertunnel blev anlagt fra nær C&SLR-elevatorerne til den østlige ende af CCE&HR-perronerne.
Samtidig blev en anden gangtunnel fra transfertunnel til et nyt sæt elevatorer (og nødtrapper), der førte op til selve fjerntogsstation, anlagt. Selvom selskaberne fortsatte med at vedligeholde deres egne separate indgange og elevatorer, blev det hurtigt klart, at vedligeholdelse af tre indgange så tæt på hinanden var unødvendigt. Stationsbygningerne blev lukket, hvilket gjorde at indgangen på fjerntogsstationen skulle betjene begge ruter. De oprindelige udgange blev dog bevaret for ventilationens skyld. C&SLR-bygningen, der havde et omfattende marokkansk design, blev dog revet ned for at gøre plads til et byggeprojekt.

### Northern line
I 1913 kom de to baner under et fælles ejerskab, da Underground Group, der allerede ejede CCE&HR, overtog C&SLR. Planer om at forlænge begge linjer og skabe yderligere forbindelser på Camden Town og Kennington, så tog kunne køre fra hvilken som helst af de to nordlige endestaioner og via hvilken som helst af de to grene til den sydlige endestation, blev lavet før 1. verdenskrig.
Arbejdet med at modernisere og forstørre C&SLR-tunnelerne, der oprindeligt var anlagt med en mindre diameter end CCE&HR, lukkede banen mellem Moorgate og Euston fra 8. august 1922 til 20. april 1924. Den nye forbindelse til Camden Town blev åbnet sammen med de genopbyggede C&SLR-tunneler. Forlængelserne til Edgware i 1923-24 og til Morden i 1926 medførte at den kombenerede bane fik navnet Morden-Edgware Line. Dette blev ændret til Northern Line i 1937.
Øst for Euston er der en forbindelsestunnel fra den nordgående Bank-gren (tidligere kaldet City-grenen efter City & South London Railway) til den nordgående Piccadilly line-tunnel lige syd for King's Cross St. Pancras. Gennem denne forbindelse, kaldet "King's Cross Loop", kan et tog på den nordgående Piccadilly line-perron på King's Cross St. Pancras køre mod syd og komme ind til den nordgående Bank-gren-perron på Euston. Ligeledes, gennem en forbindelse kaldet "Euston Loop", mellem de gamle dele af den nordgående Bank-gren og den sydgående Bank-gren, kan tog komme ind på den sydgående perron.
Denne forbindelse mellem banerne kan benyttes i begge retninger og blev anlagt, da C&SLR blev en del af Underground Group i 1913, for at kunne flytte materiel mellem dem. På dette tidspunkt havde C&SLR ikke noget depot over jorden, og togvogne blev sænket ned gennem en stor elevator på depotet ved Stockwell. Oprindeligt blev de tilknyttede sporskifter kontrolleret fra et signalanlæg over spor 6 (sydgående Northern line på Bank-grenen). Dette anlæg eksisterer stadig, men bliver nu fjernstyret fra Northern lines kontrolcenter i Cobourg Street. Nu benyttet forbindelserne til at vende tog og til kørsel af vedligeholdelsestog mellem Northern og Piccadilly lines.
Brugen af Kings Cross og Euston Loops bliver betragtet som kørsel ind og ud af sidespor, jævnfør London Underground Working Reference Manual, og bliver herved benyttet uden passagerer om bord. Indtil for nylig havde tog fra syd, der endte på Euston, dog passagerer med fra King's Cross St. Pancras til Euston via loopet; men nu sætte disse tog alle passagerer af på King's Cross St. Pancras, og fortsætter uden til Euston. Dette kan også være for at undgå forvirring for passagerer over, at det nordgående tog ankommer i det sydgående spor på Euston, efter at have kørt gennem loopet. De nordgående og sydgående perronspor på Bank-grenen er ikke tilstødende på Euston, så passagerer, der ønsker at fortsætte mod nord skal ud på en længere gåtur for at nå den nordgående perron. Når der er planlagte spærringer nord for Euston, fortsætter togene stadig til Euston gennem loopet med passagerer, da denne ændring er skiltet for passagererne.

### Victoria line
I takt med åbningen af Victoria line og anlægget af den nye Euston fjerntogsstation ovenover i 1967, blev stationen betydeligt udvidet og ombygget for at håndtere stigningen i passagertal. Victoria lines rute var tegnet for at skabe så mange forbindelser til eksisterende linjer som muligt, og til at frigøre noget af presset på de andre baner, ved at tilbyde en alternativ rute gennem det centrale London. Således blev skiftemulighederne designet til hurtige skift mellem banerne ved brug af cross-platform interchange, hvor det var muligt. På Euston led den enkelte ø-perron på Northern lines Bank-gren af voldsom trængel, så der blev anlagt en ny perron for Bank-grenen i nordgående retning lidt sydligere og det gamle nordgående spor blev fjernet for at give en bredere sydgående perron. To nye perroner for Victoria line blev udgravet mellem og parallelt med de oprindelige og de nye Bank-gren-tunneler, hvortil de er direkte forbundet. Denne opsætning er ret udsædvandlig: en passager, der skifter fra Victoria line til Northern lines Bank-gren eller vice versa finder ud af, at toget på den tilstødende perron kører den modsatte retning, men begge er enten nordgående eller sydgående.
En ny billethal blev anlagt under fjerntogsstaionens forhal med to sæt rulletrapper til erstatning for elevatorerne. Rulletrapperne giver adgang til og fra et mellemliggende cirkulationsniveau, der giver adgang til Northern line Charing Cross-gren-perronerne og to yderligere sæt rulletrapper. Hvert sæt betjener hhv. de nordgående eller sydgående Victoria line og Northern line Bank-gren-perroner. Skift mellem nordgående og sydgående Victoria line og Northern line Bank-gren-perroneren foregår gennem en gangtunnel på det laveste niveau, for at undgå brug af rulletrapper. En nødtrappe til det mellemliggende skifteniveau er beliggende midtvejs. Den 1. december 1969 blev hele det nye skiftesystem åbnet og de gamle passager blev lukket af. Mange af disse benyttes som ventilationsskakte.

## Planer
Modsat sin nabo, King's Cross St. Pancra, og de fleste andre af Londons fjerntogsterminaler, betjenes Euston ikke af Circle line. Euston Square Station ligger bare 250 m væk og betjenes af Circle, Hammersmith & City og Metropolitan lines. I december 2005 annoncerede Network Rail planer om anlæg af en gangtunnel mellem stationen og Euston Station som en del af renoveringen af denne. Dette vil skabe en direkte forbindelse for brugerne af fjerntogene, der ender på Euston. Disse planer vil også blive forfulgt ved en ombygning for High Speed 2. Nogle planer ser en direkte forbindelse som en del af et nyt knudepunktsprojekt, selvom alternative planer vil forbinde Euston Square med Warren Street, der også er nærliggende.
Der er også planer om ombygning af skifteniveauet, som en del af et projekt for bedre adgang for gangbesværede, muligvis ved at genbruge nogle af de ubenyttede dybtliggende transfertunneler.
Den planlagte opdeling af Northern line til to separate baner kan afhjælpe forvirringen mellem de to forskellige sæt Northern line-perroner ved at omdøbe en af (eller begge) banerne (hvilke fx kan give en "Northern line" og en "City & Southern line").
Hvis High Speed 2-banen, der vil ende på Euston, bliver til noget, planlægger Transport for London (TfL) at ændre den sikrede linjeføring for den foreslåede Chelsea–Hackney line til at standse på Euston mellem Tottenham Court Road og Kings Cross St. Pancras.

## Transportforbindelser
London buslinjer 10, 18, 30, 59, 68, 73, 91, 168, 205, 253, 390, 476 og natlinjer N5, N20, N73, N91 og N253 betjener stationen.

## Galleri
- Northern line Bank-gren nordgående perron, set mod syd.
- Sydgående Northern line Bank-gren-perron, set mod syd. Oprindeligt var det en ø-perron, men det nordgående spor blev omlagt ved anlægget af Victoria line i slutningen af 1960'erne.
- Northern line Charing Cross-gren nordgående perron, set mod nord.
- Northern line Charing Cross-gren sydgående perron, set mod syd.
- Rondel på Northern line Charing Cross-gren nordgående perron.
- Victoria line nordgående perron, set mod nord.
- Victoria line sydgående perron, set mod syd.
- Rondel på Victoria line nordgående perron.